# Побег из тюрьмы «Мекленбург»
Побег из тюрьмы «Мекленбург» — совершённый 31 мая 1984 года побег шестерых американских заключённых из действовавшей в 1976—2012 годах тюрьмы супермаксимальной безопасности «Мекленбург» в штате Виргиния. Исключительность побегу придали метод осуществления побега и тот факт, что все беглецы являлись приговоренными к смертной казни и содержались в камере смертников, где в отношении их действовали исключительные меры содержания и другия ограничения свободы действия. Побег стал самым массовым в истории США и не имел подобных прецедентов.

## Тюрьма «Мекленбург»
Тюрьма супермаксимальной безопасности «Мекленбург» (англ. Mecklenburg Correctional Center) располагалась в округе Мекленбург недалеко от города Бойдтон, штат Виргиния. Учреждение состояло из пяти двухэтажных корпусов и занимало площадь в 189 акров (около 0.76 км²). Было рассчитано на содержание 360 заключенных, признанными судом социально-опасными, осужденных за совершение убийств и получивших в качестве наказание пожизненное лишение свободы или смертную казнь. Тюрьма была открыта в 1976 году и её строительство обошлось в 20 000 000 долларов США. На момент открытия и ввода в эксплуатацию тюремное учреждение было построено с применением инновационных на тот момент строительных материалов и инновационных технологий, ориентированных для надзора над осужденными и повышению уровня безопасности как заключенных так и персонала охраны.
Из-за политики, основанной на полной изоляции заключенных как от внешнего мира, так и от друг друга, заключенные с момента открытия неоднократно подавали жалобы в различные правозащитные организации на неправомерные действия сотрудников охраны по отношению к ним, благодаря чему в начале 1980-х из-за конфронтаций между заключенными и надзирателями, в стенах тюрьмы произошло несколько бунтов и попыток побега. Самая известная попытка побега, закончившаяся грандиозным успехом была совершена 31 мая 1984 года.

## Беглецы
Побег был подготовлен группой заключенных, приговорённых к смертной казни и отбывающих срок в ожидании исполнения приговора. Начиная с первых месяцев 1983 года они разрабатывали план побега. В течение года заключённые вели наблюдение за графиком смены караула и выявили закономерности поведения и привычек каждого из офицеров охраны, вследствие чего участники побега выбрали оптимальное время и оптимальные условия для осуществления плана побега.
Побег был подготовлен семью преступниками: 30-летним Линвудом Брайли, осужденным за серию убийств, совершенных в Ричмонде в 1979 году; его братом Джеймсом Брайли, который также принимал участие в убийствах в Ричмонде и был осужден за убийство двух человек; 30-летним Эрлом Клэнтоном, осужденным за убийство, совершенным им в ноябре 1980 года; 34-летним Уилли Джонсом, осужденным за убийство пожилой пары, которое он совершил в мае 1983 года; 32-летним Дериком Петерсоном, который в феврале 1982 года убил в ходе ограбления работника супермаркета; и 32-летним Лемом Тагглом, который был осужден за убийство 52-летней Джесси Хэвенс, которое он совершил в 1983 году, спустя всего лишь 5 месяцев после получения условно-досрочного освобождения из мест лишения свободы, в которых он провел 11 лет за убийство девушки, совершенное им в 1971 году. Все они были осуждены и в разные годы получили наказание в виде смертной казни. Также весомую толику в организацию побега вложил Деннис Стоктон, осужденный за убийство 17-летнего подростка, совершенное в 1978 году, который в последний момент отказался от совершения побега.

## Побег 31 мая 1984 года
Вечером 31 мая 1984 года заключенные камеры смертников совершили попытку организации беспорядков после возвращения с прогулки. Усилиями охранников и надзирателей беспорядки были прекращены и заключенные были возвращены в свои камеры, при этом Эрл Клэнтон сумел воспользоваться обстоятельствами и никем незамеченным проникнуть в одно из служебных помещений блока, расположенным рядом с комнатой дежурного офицера охраны, который был ответственен за управление модулем дистанционного открытия и закрытия замков дверей камер посредством сигнала. Из-за смены караула и ненадлежащего исполнения своих обязанностей, вечером того же дня в камере смертников остался всего лишь один сотрудник охраны. Джеймс Брайли попросил его помощи, тем самым вынудив его покинуть свой пост, чем воспользовался Эрл Клэнтон. Проникнув в комнату дежурного офицера, Клэнтон открыл двери всех камер и освободил заключенных, которые взяли в заложники охранника.
Под угрозой оружия, заложник дал ряд ложных сообщений на другие посты охраны, вследствие чего в течение последующих 90 минут ещё 13 сотрудников охраны, явившиеся на вызов сослуживца были также подвергнуты нападению. Всего в руках беглецов оказались 14 заложников. Получив доступ к служебным помещениям в блоке, заключенные во главе с Линвудом Брайли подобрали себе по размеру униформу охранников тюрьмы и другие принадлежности, после чего вынудили сотрудника из числа захваченных дать ложное сообщение на центральный пост охраны, расположенный у главных ворот тюрьмы, об обнаружении бомбы. В целях безопасности персонала и всего тюремного учреждения в целом, участники побега запросили фургон для вывоза бомбы и последующих манипуляций с ней. В качестве бомбы был использован муляж в виде телевизора, который преступники накрыли покрывалом и расположили на носилках. Скрыв лицо предметами защитной амуниции и противогазами, участники побега вынесли носилки через здание, периодически используя огнетушитель в целях «охлаждения бомбы».
Преступники смогли беспрепятственно пройти через ряд коридоров и ряд тюремных блоков к центральным воротам тюрьмы, где их дожидался фургон. Главные ворота учреждения представляли собой коридор, огражденный по бокам стенами и замыкался двумя воротами, расположенными в каждом ряду из ограждения тюрьмы. Инструкции обязывали проводить осмотр и подвергать обыску каждое транспортное средство, осуществляющего как въезд на территории тюрьмы, так и выезд при возникновении подозрений в правонарушении и для избежания чрезвычайных ситуаций, вследствие чего электронное открывание ворот осуществлялось с поста, находившегося на одной из вышек в целях обеспечения безопасности офицера и максимального ограничения к нему доступа посторонних лиц.
Факт обнаружения бомбы на территории пенитенциарного учреждения создал прецедент, подобных которых на тот момент не существовало в истории США. Благодаря этому обстоятельству, отсутствовали приказы и инструкции, регламентирующие действия персонала при возникновении чрезвычайных ситуаций такого рода. Вследствие этого персонал подверг игнорированию все правила и положения и открыл ворота, после чего беглецы беспрепятственно выехали за пределы тюрьмы в 22.47 по местному времени..

## Последующие события
Через час после побега стало известно об исчезновении шестерых заключенных, вследствие чего была развернута поисковая операция на территории штатов Виргиния, Северная Каролина и вдоль границы США с Канадой в районе северных штатах страны. На следующий день после побега, были найдены и арестованы Эрл Клэнтон и Дерик Петерсон на территории штата Северная Каролина. 8 июня на территории штата Вермонт были последовательно арестованы Лем Таггл и Уилли Джонс, который во время ареста находился всего лишь в 10 милях от границы с Канадой. Последними из числа беглецов были арестованы братья Брайли, которые скрывались у родственника в городе Филадельфия на территории штата Пенсильвания, после чего все они были обратно этапированы в Виргинию.
Один из организаторов и руководителей побега Линвуд Брайли был казнен всего через несколько месяцев после поимки в октябре 1984 года на электрическом стуле. Его брат Джеймс брайли был казнен в 1985 году. После казни Эрла Клэнтона, которая состоялась в апреле 1988 года, штат Виргиния последовательно казнил Дерика Петерсона и Уилли Джонса в 1991 и 1992 году соответственно. Последним из участников побега был казнен Лем Таггл, чей приговор был приведен в исполнение лишь в декабре 1996 года. Таггл был единственным из беглецов, кто был казнен посредством смертельной инъекции. Для существования тюрьмы «Мекленбург» факт массового побега стал фатальным.
В ходе расследования основной причиной обстоятельств, при возникновении которых стал возможен побег заключенных был объявлен человеческий фактор. Ненадлежащее исполнение обязанностей сотрудников охраны стало следствием плохой профессиональной подготовки персонала охраны и высокого уровня коррупции в учреждении, благодаря чему заключенные в камере смертников имели доступ к алкогольным и наркотическим веществам. Также в ходе расследования выявились недостатки в архитектуре зданий и внутреннего дизайна. Пять корпусов тюрьмы состояли из небольших двухэтажных зданий с обилием замкнутых пространств и отсутствием длинных коридоров, вследствие чего были созданы препятствия дли линий обзора, благодаря чему заключенные могли незамеченными проникнуть в незапертые служебные помещения или воспользоваться многочисленными укрытиями на лестничных клетках и в служебных помещениях, что создавало угрозу безопасности персоналу охраны.
Архитектура зданий и условия содержания заключенных требовали наличия около 260 сотрудников тюремного персонала, благодаря чему стоимость содержания одного заключения составляла 27 000 долларов в год, что было в два раза больше среднего показателя в стране. После окончания расследования ряд сотрудников охраны были подвергнуты дисциплинарным взысканиям, а ряд руководителей высшего звена, включая начальника тюрьмы Гэри Басса были смещены со своих постов. Летом 1984 года заключенные тюрьмы подали жалобу на условия содержания, нарушения прав заключенных и высокий уровень произвола надзирателей по отношению к осужденным, в результате чего заключенные подвергаются пыткам и насилию. Все это привело к двум тюремным бунтам, который произошли летом 1984 года и которые окончательно подорвали репутацию тюремного учреждения. В результате тюремной реформы, штату Виргинии удалось понизить уровень коррупции в учреждении, повысить уровень подготовки тюремного персонала, благодаря чему конфронтации между осужденными и надзирателями постепенно прекратились.
Но высокий уровень стоимости эксплуатации тюрьмы привел к тому, что в 1993 году впервые было озвучено предложение закрыть «Мекленбург». Во избежание этого департаментом исполнения наказания штата Виргиния была проведена очередная реформа, в результате которой учреждение изменило свой статус и стало использоваться как распределительный центр общего режима, в котором отбывали наказание осужденные на короткие сроки лишения свободы. В связи со строительством других тюремных учреждений, в 2011 году тюрьма «Мекленбург» перестала соответствовать требованиям эксплуатации и с подачи губернатора штата Виргиния Боба Макдоннелла была закрыта 24 мая 2012 года, после чего были начаты работы по сносу зданий, которые были завершены в ноябре 2017 года.